# Segnung und Trauung gleichgeschlechtlicher Paare

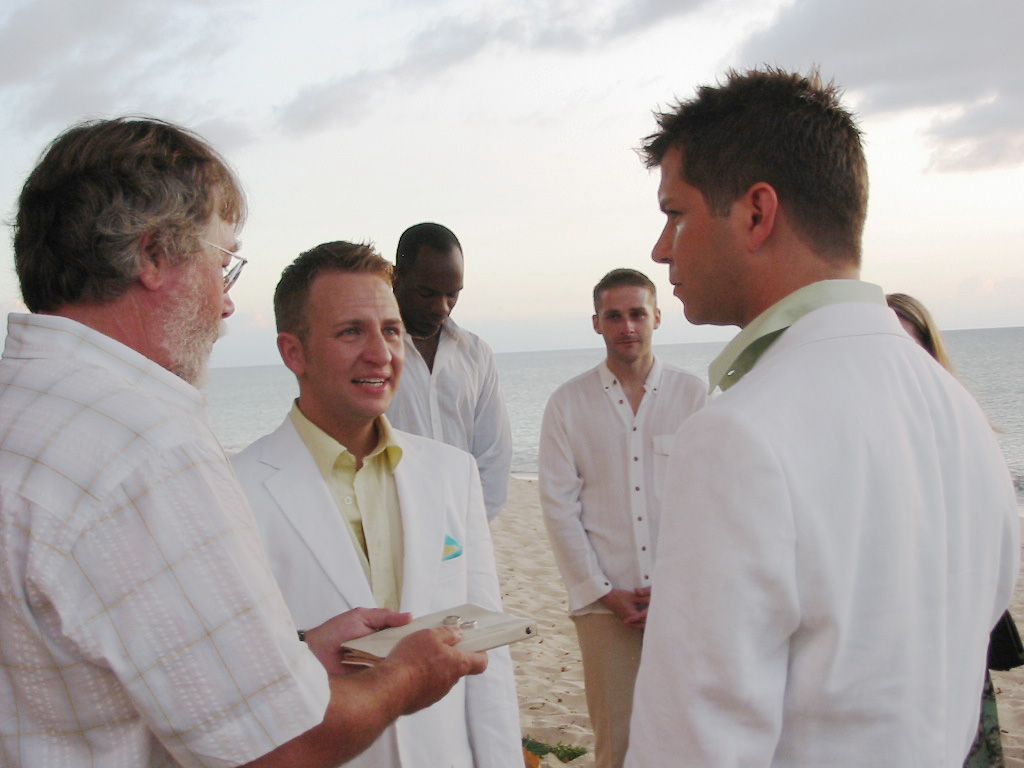
Segnung eines gleichgeschlechtlichen Paares

Als Segnung gleichgeschlechtlicher Paare wird die liturgische Handlung in einigen Kirchen oder Glaubensgemeinschaften bezeichnet, die für die Lebensgestaltung von in gleichgeschlechtlichen Lebensgemeinschaften lebenden Paaren den Segen eines Gottes erbitten. Je nach Rechtslage handelt es sich um Eingetragene Partnerschaften oder um gleichgeschlechtliche Ehen. Meist werden diese Segnungshandlungen jedoch von Trauungen unterschieden.

## Einführung
Das Thema wird innerhalb des Christentums kontrovers gesehen. Nur eine Minderheit der Kirchen und Glaubensgemeinschaften führt bisher Segnungen gleichgeschlechtlicher Paare durch. Der Großteil der Kirchen lehnt solche Zeremonien ab. Große christliche Kirchen mit zentralen Beratungsgremien, die entsprechende ablehnende Beschlüsse gefasst haben oder eine ablehnende Position vertreten, sind die Polnisch Nationale katholische Kirche PNCC, die römisch-katholische Kirche, alle östlich-orthodoxen Kirchen und alle altorientalischen Kirchen. Hingegen nehmen viele Altkatholische Kirchen und protestantische Kirchen liturgische Handlungen dieser Art vor, wobei sie auf den grundlegenden Unterschied zur Ehe hinweisen.
Eine Segnung gleichgeschlechtlicher Paare im Islam ist erst in den letzten Jahren in Einzelfällen durch liberale Imame bekannt. Eine Segnung gleichgeschlechtlicher Partnerschaften ist hingegen in Teilen des Judentums, des Buddhismus und des Hinduismus möglich.
Befürworter dieser Zeremonien betonen die theologische Bedeutung eines öffentlichen Bekenntnisses des Paares vor der Gemeinde. Von gleichgeschlechtlichen Paaren wird die Zulassung öffentlicher Segnungen begrüßt und in der Community aufmerksam verfolgt.
Zwischen den staatsrechtlichen und kirchenrechtlichen Vorschriften über die Ehe bestehen manchmal Unterschiede. In einigen Fällen ist eine gleichgeschlechtliche Ehe nur kirchenrechtlich möglich; in einigen ist die Ehe nur vom Staat erlaubt, während die Kirche hier nicht von einer Eheschließung spricht, sondern lediglich eine Segnung spendet.
Weltweit gesehen ist die häufigste Konstellation nach wie vor, dass weder Staat noch Kirche eine Ehe oder eine Partnerschaft zulassen oder als Religion segnen würden.

## Römisch-katholische Kirche
Das vatikanische Dikasterium für die Glaubenslehre bestimmte am 18. Dezember 2023 in der von Papst Franziskus approbierten Erklärung „Fiducia supplicans über die pastorale Sinngebung von Segnungen“ („flehendes Vertrauen“, benannt nach dem Incipit), dass Priester und Diakone homosexuelle (und unverheiratete heterosexuelle) Paare in einer nicht liturgischen Form segnen dürfen; der Segen darf nicht im Rahmen eines Gottesdienstes erteilt werden, und eine Verwechslung mit einer Eheschließung muss ausgeschlossen werden. Es handelt sich dabei um ein weiterentwickeltes Verständnis des Segens, so dass es entgegen früheren Regelungen nun möglich sei, „Paare in irregulären Situationen und gleichgeschlechtliche Paare segnen zu können, ohne deren Status offiziell zu konvalidieren oder die beständige Lehre der Kirche über die Ehe in irgendeiner Weise zu verändern“.
Siehe auch: Homosexualität und römisch-katholische Kirche.

### Geschichte
Offizielle Verlautbarungen des kirchlichen Lehramts der römisch-katholischen Kirche zur Frage nach Segnungen gleichgeschlechtlicher Paare gab es lange Zeit nicht. Aus der Tatsache, dass sich die römische Kirche auch gegen eine rechtliche Anerkennung gleichgeschlechtlicher Partnerschaften einsetzte und in Deutschland kirchlichen Mitarbeitern für den Fall des Eingehens einer Lebenspartnerschaft auch arbeitsrechtliche Konsequenzen ankündigte, wurde in der Regel geschlossen, dass auch Segnungen gleichgeschlechtlicher Paare abgelehnt wurden.
Die Haltung regionaler Gliederungen der römisch-katholischen Kirche sowie von katholischen Laienorganisationen fiel allerdings oftmals anders aus. Ein prominentes Beispiel dafür ist die römisch-katholische Landeskirche des Kantons Basel-Landschaft, die in einem seit 2004 verbreiteten Flyer sowie in ihrem Internet-Auftritt zu Partnerschaftssegnungen ausdrücklich einlädt. Im belgischen Eynatten gab es 2012 eine Segnung eines lesbischen Paares durch einen katholischen Priester. Eine offizielle Stellungnahme des Bistums Lüttich zu dieser Segnung gab es nicht.
2008 fand in dem als Simultankirche genutzten Wetzlarer Dom eine öffentliche Segnungsfeier eines homosexuellen Paares statt, das zuvor am Standesamt die eingetragene Lebenspartnerschaft eingegangen war. Der Bischof von Limburg, Franz-Peter Tebartz-van Elst, berief daraufhin den Priester, der die Zeremonie durchgeführt hatte, von seinem Amt als Bezirksdekan von Wetzlar ab. Ein evangelischer Geistlicher, der der als ökumenisch geplanten Segnungsfeier gleichermaßen hatte vorstehen wollen, nahm nur als Privatmann und ohne Talar an der Feier teil, weil das Presbyterium der evangelischen Domgemeinde der Segnung nicht zugestimmt hatte.
Im Oktober 2014 erfolgte eine Segnung eines lesbischen Paares durch einen Gemeindepfarrer in Bürglen in der Schweiz. Nach einer Untersuchung des Bistums Chur wurde der im Bistum Lausanne, Genf und Freiburg inkardinierte Priester daraufhin in sein Heimatbistum zurückgerufen, konnte dann aber Pfarrer von Bürglen bleiben. Die Schweizer Bischofskonferenz bekräftigte, dass derartige Segnungen der Lehre der katholischen Kirche widersprächen und die Bischöfe weder Lehre noch Disziplin der Kirche ändern könnten. Eine weitere Segnung eines lesbischen Paares erfolgte im Mai 2015 unter Duldung der Kirchenleitung im Bistum Basel.
Im Mai 2015 forderte das Zentralkomitee der deutschen Katholiken in einem einstimmigen Beschluss die Segnung gleichgeschlechtlicher Paare. 2017 forderte die katholische Organisation Wir sind Kirche die Entwicklung von Leitlinien für die Segnung gleichgeschlechtlicher Paare durch die katholische Kirchenleitung. Im Januar 2018 regte Bischof Franz-Josef Bode vom Bistum Osnabrück eine neue Diskussion über die Einführung eines Segnungsgottesdienstes für verheiratete gleichgeschlechtliche Paare durch die katholische Kirche an. Am 14. April 2020 und im Dezember 2020 erneut befürwortete Bischof Georg Bätzing vom Bistum Limburg die öffentliche Segnung gleichgeschlechtlicher Paare, ebenso im September 2020 Bischof Heinrich Timmerevers vom Bistum Dresden-Meißen.

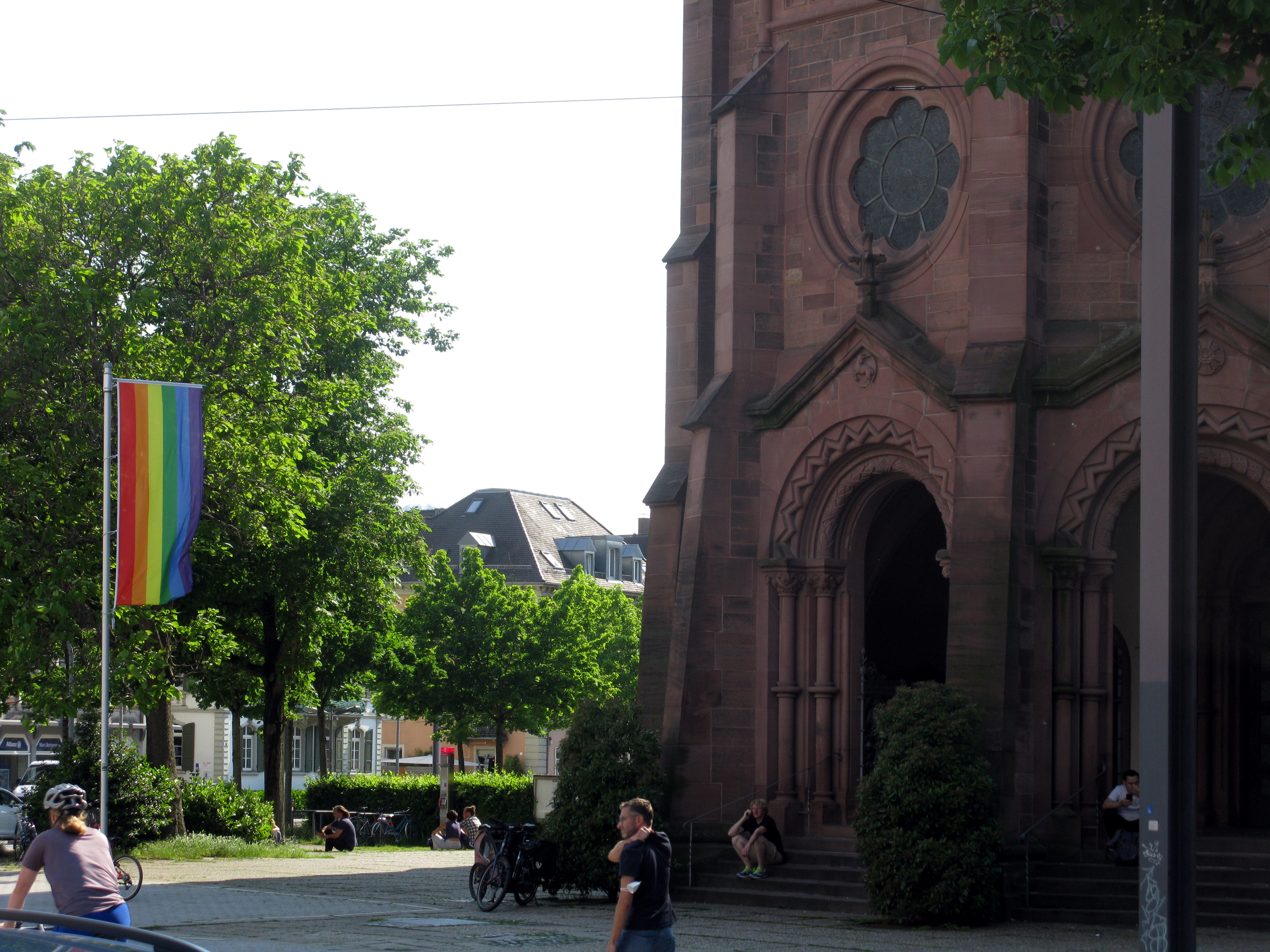
Regenbogenflagge vor der Freiburger Johanneskirche als Protest gegen das Segnungsverbot

Am 15. März 2021 veröffentlichte die Kongregation für die Glaubenslehre ein Dokument, wonach Segnungen gleichgeschlechtlicher Paare in der römisch-katholischen Kirche kirchenrechtlich unmöglich seien. Als Reaktion darauf riefen katholische Seelsorger im gesamten Bundesgebiet zu „Segnungsgottesdiensten für Liebende“ auf. Der Vorsitzende der Deutschen Bischofskonferenz, Georg Bätzing, erklärte, dass er das Unverständnis über die Entscheidung der Kongregation für die Glaubenslehre teile, kritisierte geplante Segnungsaktionen aber, da er solche Aktionen „nicht für ein hilfreiches Zeichen und einen weiterführenden Weg“ halte. Anfang Mai 2021 wurden schließlich in über 100 deutschen katholischen Gemeinden homosexuelle Paare gesegnet.
Im September 2022 veröffentlichten die Bischöfe der Region Flandern ein Dokument mit Vorschlägen für Gebete und eine kirchliche Segnungsfeier für gleichgeschlechtliche Paare. Solche Modelle wurden zuvor nur von katholischen Organisationen, nie aber von Bischöfen herausgebracht. Im März 2023 beschloss der Synodale Weg, dass Segensfeiern ab März 2026 in deutschen Bistümern ermöglicht werden sollten. Im April 2025 veröffentlichte die Deutsche Bischofskonferenz eine Handreichung für öffentliche Segnungsfeiern homosexueler Paare.

## Evangelische Kirchen

### Europa
Möglich sind Segnungen und/oder Trauungen gleichgeschlechtlicher Paare
- in allen 20 Landeskirchen der Evangelischen Kirche in Deutschland[34][35]. Die VELKD schreibt 2001 in einem Kommuniqué: „Die Kirchenleitung stellt fest, dass die Bedeutung der Ehe und der Trauung es nicht zulässt, den Eintritt in eine gleichgeschlechtliche Lebenspartnerschaft mit einer öffentlichen gottesdienstlichen Handlung zu begleiten, die mit einer christlichen Trauung verwechselt werden könnte.“[36] In allen Fällen muss die Kirchengemeindeleitung und der Ortspastor der Kirchengemeinden den Segnungen zustimmen und darüber entscheiden, ob eine gottesdienstliche Begleitung vorgenommen wird. In der Union Evangelischer Kirchen ist dies entsprechend geregelt: eine Verwechslungsgefahr solle ausgeschlossen sein, hingegen ist eine öffentliche Segnung in den Kirchen möglich. Inzwischen hat sich die Trauung gleichgeschlechtlicher Paare innerhalb der Evangelischen Kirchen in Deutschland durchgesetzt.
  - Evangelische Landeskirche in Baden[37] (öffentlicher Segnungsgottesdienst als kirchliche Amtshandlung und damit der kirchlichen Trauung gleichgestellt)
  - Evangelische Kirche Berlin-Brandenburg-schlesische Oberlausitz[38][39] (öffentlicher Segnungsgottesdienst; Trauung gleichgeschlechtlicher Paare)
  - Evangelisch-Lutherische Landeskirche in Braunschweig[40] (öffentlicher Segnungsgottesdienst)
  - Bremische Evangelische Kirche[41] (kein Beschluss der Kirchenleitung/des Kirchentages, Einzelgemeinden haben Entscheidungsfreiheit für Segnungsgottesdienst)
  - Evangelisch-Lutherische Landeskirche Hannovers[42][43] (öffentlicher Segnungsgottesdienst; Trauung gleichgeschlechtlicher Paare)
  - Evangelische Kirche in Hessen und Nassau[44][45] (öffentlicher Segnungsgottesdienst; Trauung gleichgeschlechtlicher Paare)
  - Evangelische Kirche von Kurhessen-Waldeck[46][47] (öffentlicher Segnungsgottesdienst, Trauung gleichgeschlechtlicher Paare)
  - Lippische Landeskirche[48] (öffentlicher Segnungsgottesdienst; Trauung gleichgeschlechtlicher Paare)
  - Evangelische Kirche in Mitteldeutschland[49] (öffentlicher Segnungsgottesdienst; Trauung gleichgeschlechtlicher Paare)
  - Evangelisch-Lutherische Kirche in Norddeutschland[50] (öffentlicher Segnungsgottesdienst als Amtshandlung)
  - Evangelisch-Lutherische Kirche in Oldenburg[51][52] (öffentlicher Segnungsgottesdienst; Trauung gleichgeschlechtlicher Paare)[53]
  - Evangelische Kirche der Pfalz[54][55] (öffentlicher Segnungsgottesdienst; Trauung gleichgeschlechtlicher Paare)
  - Evangelisch-reformierte Kirche[56][57] (öffentlicher Segnungsgottesdienst; Trauung gleichgeschlechtlicher Paare)
  - Evangelische Kirche im Rheinland[58] (seit 2000 (!) öffentlicher Segnungsgottesdienst als kirchliche Amtshandlung und damit der kirchlichen Trauung gleichgestellt)
  - Evangelisch-Lutherische Landeskirche Sachsens (Kann eine Segenshandlung von Pfarrerinnen und Pfarrern verantwortet werden, ist ab 1. Januar 2017 nach der vorliegenden Handreichung „Segnung von Paaren in eingetragener Lebenspartnerschaft“ zu verfahren.)[59]
  - Evangelische Kirche von Westfalen[60][61][62] (öffentlicher Segnungsgottesdienst; Trauung gleichgeschlechtlicher Paare)
  - Evangelisch-Lutherische Kirche in Bayern[63][64] (öffentlicher Segnungsgottesdienst seit 2018[65])
  - Evangelische Landeskirche in Württemberg[66] (öffentlicher Segnungsgottesdienst)
  - Evangelisch-Lutherische Landeskirche Schaumburg-Lippe[67] (öffentlicher Segnungsgottesdienst)
  - Evangelische Landeskirche Anhalts[68] (öffentlicher Segnungsgottesdienst)
- Evangelisch-methodistische Kirche in Deutschland (EmK)[69] (Segnung gleichgeschlechtlicher Paare anlässlich einer kirchlichen Trauung)

- Evangelische Kirche Helvetischen Bekenntnisses in Österreich[70]
- Evangelische Kirche A.B. in Österreich[71][72]
- in den Schweizer reformierten Landeskirchen der Kantone Aargau,[73] Bern-Jura-Solothurn,[74] Graubünden,[75] Luzern,[76] St. Gallen,[77] Schaffhausen,[78] Tessin,[79] Thurgau,[80] Waadt[81] und Zürich[82] (öffentlicher Segnungsgottesdienst)
- Protestantische Kirche der Niederlande[83]
- Remonstranten in den Niederlanden. Sie waren damit 1986 oder 1988[84] die erste Kirche Europas.
- Dänische Volkskirche[85]
- Norwegische Kirche[86] (öffentlicher Segnungsgottesdienst)
- Schwedische Kirche[87]
- Isländische Staatskirche[88]
- Quäker im Vereinigten Königreich[89]
- United Reformed Church in Großbritannien[90]
- Waldenser, eine  protestantische Kirche mit Verbreitung in Italien und Südamerika[91]
- Evangelisch-Lutherische Kirche in Italien[92]
- evangelikale baptistische Oasis Church in London[93]
- Herrnhuter Brüdergemeine (Moravian Church)[94]
- Algemene Doopsgezinde Sociëteit, mennonitische Kirche in den Niederlanden[95]
- United Methodist Church[96]
- Methodist Church of Great Britain[97][98]
- Evangelisch-Lutherische Kirche Finnlands[99] (öffentlicher Gottesdienst mit Gebet ohne Segnungshandlung)
- Vereinigte Protestantische Kirche Frankreichs (Hochzeitsgottesdienst)[100]
- Union Protestantischer Kirchen von Elsass und Lothringen[101]
- Mission populaire évangélique/Frankreich[102]
- Vereinigte Protestantische Kirche von Belgien[103]
- Evangelischen Kirche der Böhmischen Brüder[104]

### Nordamerika
- United Church of Canada[105][106]
- United Church of Christ[107]
- Metropolitan Community Church (auch in Europa)[108]
- Alliance of Baptists[109]
- National Baptist Convention, USA, Inc.[110]
- Presbyterian Church (USA)[111]
- Gesamtkirche der Evangelisch-Lutherischen Kirche in Amerika[112][113] Vor 2009 bereits in der Synode von New England offiziell und ausdrücklich erlaubt[114] und war nie in einer Synode ausdrücklich verboten.
- Evangelisch-Lutherischen Kirche in Kanada[115]
- Episkopalkirche der Vereinigten Staaten von Amerika[116]
- Anglikanischen Kirche von Kanada[117]
- aus der mormonischen Tradition stammenden Gemeinschaft Christi[118]
- Northern Province of the Moravian Church in North America, der Provinz der Herrnhuter Brüdergemeine in Teilen der USA und in den kanadischen Provinzen Alberta und Ontario[119]
- Christian Church (Disciples of Christ)[120][121][122]

### Australien/Neuseeland
- Uniting Church in Australia[123]

## Altkatholische Kirche
In den Altkatholischen Kirchen Deutschlands, Österreichs und der Niederlande werden gleichgeschlechtliche Paare öffentlich in einem Gottesdienst gesegnet. In der Christkatholischen Kirche der Schweiz ist die Trauung homosexueller Ehepaare seit August 2020 erlaubt. In Deutschland gaben 2014 Bischof und Synodalvertretung ein Liturgieheft mit Texten für den gottesdienstlichen Gebrauch für „Die Feier der Partnerschaftssegnung“ heraus. Bischof Matthias Ring macht im Vorwort des Rituale deutlich, dass diejenigen, die um Gottes Segen bitten, das Bewusstsein besäßen, nicht alles in der Hand zu haben, sondern auch für die Gestaltung einer Partnerschaft auf einen letzten Halt zu vertrauen. „Gleichgeschlechtlich liebende Paare, deren Gemeinschaft auf Dauer angelegt ist und die füreinander verantwortlich sorgen wollen, können und dürften mit Recht für ihre Partnerschaft um den Segen Gottes bitten“, betont Bischof Ring. Auf der Synode 2021 wurde die rechtliche und liturgische Gleichstellung der Segnung gleichgeschlechtlicher Paare und der Ehe beschlossen. Die Hohe Synode der Altkatholischen Kirche Österreichs beschloss 2019 die administrative Gleichstellung von gemischtgeschlechtlichen Ehesegnungen und gleichgeschlechtlichen Partnerschaftssegnungen. Diese beiden Formen werden zukünftig in den Kirchenbüchern unter der Rubrik „Lebensbund“ zusammengefasst. Die gleichgeschlechtliche Ehe ist davon ausgenommen.

## Anglikanische Gemeinschaft
Die Lage in der anglikanischen Kirchengemeinschaft ist uneinheitlich. In den westlichen Industriestaaten wurde die Segnung gleichgeschlechtlicher Paare erlaubt und offen homosexuelle Geistliche sind dort tätig. Demgegenüber wird in Teilen der Drittweltstaaten, insbesondere in Ostafrika sowie in Nigeria von der dortigen Kirchenleitung eine homophobe Kirchenpolitik betrieben.

### Church of England
Mit dem Inkrafttreten des Civil Partnership Gesetzes im Vereinigten Königreich 2005, das eine zivile Partnerschaft gleichgeschlechtlicher Paare ermöglicht, gab das House of Bishops der Church of England eine pastorale Stellungnahme heraus. Sie bekräftigte die traditionelle kirchliche Sicht der Ehe zwischen Mann und Frau und die traditionelle Ablehnung von außerehelichem Geschlechtsverkehr durch die Kirche. Die Bischöfe stellten fest, dass es unter den Umständen nicht richtig wäre, eine autorisierte öffentliche Liturgie im Zusammenhang mit zivilen Partnerschaften zu schaffen, und bekräftigten, dass Geistliche der anglikanischen Kirche keine Segnungsfeiern abhalten sollten für die, die eine zivile Partnerschaft registrieren lassen. Dennoch befanden die Bischöfe, dass es nicht unvereinbar mit der Rolle eines Priesters sei, wenn dieser eine zivile Partnerschaft eingehe, da (Abs. 20) „die Kirche nicht mit den Annahmen der Gesellschaft gemeinsame Sache machen sollte, dass alle enge Beziehungen notwendigerweise sexuelle Betätigung voraussetzen“. Der Priester müsse jedoch seinem Bischof gegenüber versichern, dass sein Verhalten innerhalb seiner Beziehung mit der Lehre der Kirche bezüglich außerehelichem Geschlechtsverkehr vereinbar sei. Bei Laien befanden die Bischöfe jedoch, dass keine solche Versicherungen abverlangt werden sollten, und erkannten an (Abs. 23), dass die Kirche nicht aus ihrer Gemeinschaft solche Leute ausschließen wollte, die es mit ihrem Gewissen nicht vereinbaren könnten, dass ein sexuell abstinentes Leben von ihnen abverlangt sei, und stattdessen für eine treue und verpflichtende Beziehung entschieden.
Februar 2007 wurde das Thema bei der Generalsynode auch unter Beteiligung des nicht-bischöflichen Klerus und der Laien kontrovers diskutiert. In diesem breiter angelegten Forum war es schwieriger zu einem Konsens zu kommen, so dass die Synode eine Resolution verabschiedete, in der festgestellt wurde, dass über das Thema unterschiedliche Meinungen bestehen.
2008 fand in der anglikanischen Mutterkirche, der Church of England, in London ein öffentlicher Segnungsgottesdienst eines homosexuellen Paares statt, das zuvor eine eingetragene Partnerschaft nach englischem Zivilrecht eingegangen war. Der Bischof von London erteilte dem Geistlichen einen scharfen Verweis, weil dieser nach Ansicht des Bischofs gegen das Kirchendisziplin gehandelt habe, und ordnete eine Untersuchung des Falls an. Der Bischof rügte auch, dass der Priester, der die Segnungszeremonie durchgeführt hatte, sich in den Medien rechtfertigte, das Gespräch mit seinem eigenen Bischof jedoch nicht gesucht habe, obwohl er die Zeremonie bereits seit einem halben Jahr geplant habe. Die Erzbischöfe von Canterbury und York haben in einer gemeinsamen Stellungnahme unter Bezug auf die Stellungnahme des House of Bishops 2005 erklärt, Geistliche, die mit den bestehenden Regeln nicht einverstanden seien, hätten die Freiheit, andere von ihrer Sichtweise zu überzeugen, aber nicht die Freiheit, die bestehenden Regeln zu missachten. Die Untersuchung des Falls wurde beendet, nachdem der Priester dem Bischof in einem Brief versichert hatte, dass er das Geschehene bedauere und sich verpflichtete, von weiteren Segnungsfeiern abzusehen. In den folgenden Jahren wurde das Thema weiter beraten, und im November 2013 erlaubte die Church of England die Segnung gleichgeschlechtlicher Paare in einem Gottesdienst.

### Anglikanische Kirche in Wales
Im September 2021 ermöglichte die Anglikanische Church in Wales öffentliche Segnungsgottesdienste für gleichgeschlechtliche Ehepaare.

### Anglikanische Kirche von Kanada
In der Anglikanischen Kirche von Kanada ist das Thema umstritten. Die letzte Abstimmung dazu endete mit einem Ergebnis von 19:21. Pläne der Anglican Diocese of New Westminster, Trauungsgottesdienste abzuhalten, haben starken Widerspruch aus konservativeren Teile der anglikanischen Gemeinschaft hervorgerufen. Im Juli 2016 befürwortete die Synode der Anglican Church of Canada die kirchliche Trauung gleichgeschlechtlicher Paare.

### Episkopalkirche der Vereinigten Staaten von Amerika
In der Episkopalkirche der Vereinigten Staaten von Amerika wurden durch einen Beschluss der General Convention vom Juli 2009 die Bischöfe der Kirche ermuntert, die Segnung gleichgeschlechtlicher Paare in ihren Bistümern zu autorisieren, insbesondere in Bundesstaaten, in welchen gleichgeschlechtliche Ehen bzw. eingetragene Partnerschaften legalisiert sind. Von der Schaffung eines einheitlichen liturgischen Ritus zur Segnung gleichgeschlechtlicher Verbindungen wurde vorerst abgesehen. In den kommenden drei Jahren sollen die Bischöfe Erfahrungen mit den Segnungen sammeln und liturgische Handreichungen erarbeiten. Die Möglichkeit, dann eine Standardliturgie für die Segnung gleichgeschlechtlicher Paare zu schaffen, wurde offengelassen. (23. Juni 2005: Dokument To Set Our Hope on Christ) Am 1. Juli 2015 ermöglichte die Episkopalkirche der Vereinigten Staaten von Amerika kirchenrechtlich die kirchliche Trauung gleichgeschlechtlicher Paare.

### Scottish Episcopal Church
Die Scottish Episcopal Church ermöglichte im Juni 2017 kirchenrechtlich die Trauung gleichgeschlechtlicher Paare.
Eine erste öffentliche Segnung eines zuvor zivil verheirateten gleichgeschlechtlichen Paares hatte am 8. August 2015 in der episkopalen St Paul’s Cathedral in Dundee stattgefunden.

### Anglikanische Kirche in Aotearoa, Neuseeland und Polynesien
2014 verabschiedete die Generalsynode der Anglican Church in Aotearoa, New Zealand and Polynesia eine Resolution zur Erarbeitung einer liturgischen Zeremonie für die Segnung gleichgeschlechtlicher Paare. 2018 befuerwortete die Synode öffentliche Segnungsgottesdienste für verheiratete homosexuelle Paare.

### Anglikanische Kirche in Australien
In einigen Bistümern der Anglikanischen Kirche in Australien, wie beispielsweise 2019 im Bistum Wangaratta, wurden Segnungsgottesdienste für gleichgeschlechtliche Ehepaare ermöglicht.

## Weitere Kirchen
In der Neuapostolischen Kirche (NAK) sind seit Ende 2011 Segnungsgebete außerhalb eines Gottesdienstes für gleichgeschlechtliche Paare erlaubt.

## Weltreligionen

### Judentum
Obwohl Geschlechtsverkehr zwischen Männern in der Bibel als „Gräuel“ eingestuft wird (3. Mose 18,22 , 3. Mose 20,13 ), hat das reformjüdische Rabbinat Nordamerikas 1996 dem Konzept der gleichgeschlechtlichen Ehe zugestimmt. Ähnlich ist die Position des Rekonstruktionismus. Im orthodoxen Judentum hingegen wird die gleichgeschlechtliche Ehe weiterhin abgelehnt.
Eine Segnung ist möglich:
- im Reformjudentum (World Union for Progressive Judaism) in Großbritannien[152]
- in Teilen des Konservativen Judentums in den USA[153]

### Islam
Da homosexuelle Handlungen im Islam traditionell als Zinā (Unzucht) abgelehnt werden, sind Schließungen gleichgeschlechtlicher Ehen dort nicht vorgesehen. Siehe auch: Homosexualität im Islam.

### Hinduismus
Segnungen sind möglich:
- im hinduistischen Dakshinkali Tempel im Kathmandu-Tal/Nepal[154]

### Buddhismus
Segnungen sind möglich:
- zur Jōdo-Shinshū zählenden Buddhist Churches of America und der Honpa Hongwanji Mission of Hawaii in den USA[155]
- Sōka Gakkai in den USA[156]
- in einem buddhistischen Tempel in Taoyuan/Taiwan[157]
- zur Myōshin-ji-Schule der Rinzai-Linie des Zen-Buddhismus zählenden Shunkō-in-Tempel in Kyoto/Japan[158]

## Weitere Glaubensgemeinschaften
Segnungen sind möglich:

### Unitarismus
Hinweis: Teile des Unitarismus haben sich seit Ende des 19. Jh. nicht-christlichen Positionen angeschlossen, gleichwohl gibt es auch noch christliche Unitarier.
- Unitarian Universalist Association in den USA[159]
- Viele Gemeinden der General Assembly of Unitarian and Free Christian Churches in Großbritannien[160]

### Neue religiöse Bewegungen
- Spiritistische Spiritualist National Union in Großbritannien[161]
- Unity Church
- Wicca-Religion
- Eckankar-Religion[162]
- Neuzeitliche Druidengemeinschaft[163]

## Trauung gleichgeschlechtlicher Paare

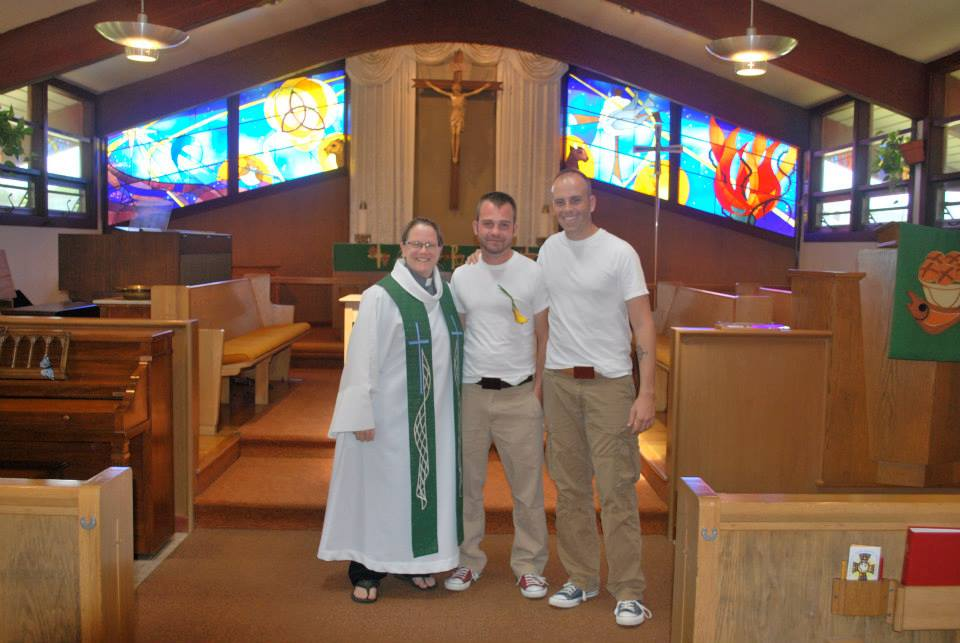
Trauung eines gleichgeschlechtlichen Paares in einer lutherischen Gemeinde (USA, 2015)

Landeskirchen der EKD, in denen Trauungen von Paaren einer Gleichgeschlechtlichen Ehe möglich sind (dunkel), Stand: Mai 2020.

### Christentum
Neben der Segnung gleichgeschlechtlicher Paare gingen in den letzten Jahren einige christliche Kirchen dazu über, kirchenrechtlich eine reguläre Trauung gleichgeschlechtlicher Paare zu ermöglichen. Im Unterschied zur Segnung erfolgt hierbei keine Unterscheidung zur kirchlichen Trauung eines heterosexuellen verheirateten Paares.
Zu diesen christlichen Kirchen gehören unter anderem:
- Metropolitan Community Church[164]
- Unitarier
- United Church of Christ[165]
- United Church of Canada[166][167]
- United Reformed Church in Großbritannien[168]
- Presbyterian Church (U.S.A.)[169]
- Episkopalkirche der Vereinigten Staaten von Amerika[170]
- Anglikanische Kirche von Kanada[171]
- Evangelisch-Lutherische Kirche in Kanada
- Evangelisch-Lutherische Kirche in Amerika[172]
- Dänische Kirche[173]
- Isländische Staatskirche[174]
- Norwegische Kirche[175]
- Schwedische Kirche[176]
- Evangelische Landeskirche in Baden[177]
- Evangelisch-Lutherische Kirche in Bayern[178][179]
- Evangelische Kirche Berlin-Brandenburg-schlesische Oberlausitz[180][181]
- Evangelisch-Lutherische Landeskirche in Braunschweig[182]
- Bremische Evangelische Kirche[183]
- Evangelische Kirche von Kurhessen-Waldeck[184]
- Evangelisch-Lutherische Landeskirche Hannovers[185]
- Evangelische Kirche in Hessen und Nassau[186][187]
- Lippische Landeskirche[188]
- Evangelische Kirche in Mitteldeutschland[189]
- Evangelisch-Lutherische Kirche in Norddeutschland[190][191]
- Evangelisch-Lutherische Kirche in Oldenburg[192]
- Evangelische Kirche in der Pfalz[193][194]
- Evangelisch-reformierte Kirche[195]
- Evangelische Kirche im Rheinland[196]
- Evangelisch-Lutherische Landeskirche Sachsens – Es handelt sich um eine kirchenrechtlich der Trauung gleichgestellte Segnung und um eine kirchliche Amtshandlung. Die Bezeichnung „Trauung“ selbst wird vermieden.[197]
- Evangelische Kirche von Westfalen[198][199][200]
- Quäker im Vereinigten Königreich[201]
- Methodist Church of Great Britain[202]
- Scottish Episcopal Church[203]
- Vrijzinnige Geloofsgemeenschap NPB in den Niederlanden
- Remonstranten in den Niederlanden
- Protestantische Kirche in den Niederlanden[204]
- Vereinigte Protestantische Kirche Frankreichs (Hochzeitsgottesdienst)[205]
- Mission populaire évangélique/Frankreich[206]
- Evangelische Kirche H.B. in Österreich[207]
- Reformierte Kirche Aargau[208]
- Evangelisch-reformierte Landeskirche beider Appenzell[209]
- Evangelisch-reformierte Kirche des Kantons Basel-Landschaft[210]
- Evangelisch-reformierte Kirche Basel-Stadt[211]
- Reformierte Kirchen Bern-Jura-Solothurn[212]
- Église Protestante de Genève[213]
- Evangelisch-reformierte Landeskirche Graubünden[214]
- Evangelisch-Reformierte Landeskirche des Kantons Luzern[215]
- Église réformée évangélique du canton de Neuchâtel[216]
- Evangelisch-Reformierte Kirche Nidwalden[217]
- Verband der evangelisch-reformierten Kirchgemeinden des Kantons Obwalden[218]
- Evangelisch-reformierte Kirche des Kantons Schaffhausen[219]
- Evangelisch-reformierte Kirche des Kantons St. Gallen[220]
- Evangelisch-reformierte Kantonalkirche Schwyz[221]
- Chiesa evangelica riformata nel Ticino[222]
- Evangelische Landeskirche des Kantons Thurgau[223]
- Evangelisch-Reformierte Kirche des Wallis[224]
- Evangelisch-reformierte Kirchgemeinde des Kantons Zug[225]
- Evangelisch-reformierte Landeskirche des Kantons Zürich[226]
- Christkatholische Kirche der Schweiz[227]
- Uniting Church in Australia[228]
- Igreja Episcopal Anglicana do Brasil[229]
- Church of Scotland[230]

### Neureligiöse Bewegungen
Die Trauung gleichgeschlechtlicher Paare ist ebenso in einigen wenigen Kirchen der neureligiösen Bewegungen erlaubt, beispielsweise
- Neuzeitliche Druidengemeinschaft[231]
- Unity Church
- The Satanic Temple[232]
- Wicca-Religion

### Judentum
Die Trauung gleichgeschlechtlicher Paare ist des Weiteren in Teilen des Reformjudentums insbesondere in den Vereinigten Staaten und im Rekonstruktionismus erlaubt.